# Knema latericia
Knema latericia är en tvåhjärtbladig växtart. Knema latericia ingår i släktet Knema och familjen Myristicaceae.

## Underarter
Arten delas in i följande underarter:
- K. l. nana
- K. l. olivacea
- K. l. albifolia
- K. l. latericia
- K. l. ridleyi
- K. l. subtilis